# Cardoso (São Paulo)
Pour les articles homonymes, voir Cardoso.
Cardoso est une municipalité de l'État de São Paulo au Brésil. La population en 2003 était de 12.281 et la superficie est de 639,47 km2. L'altitude est de 422 m.

## Démographie
| Évolution de la population (municipalité) | Évolution de la population (municipalité) | Évolution de la population (municipalité) | Évolution de la population (municipalité) |
| Année                                     | Population                                |                                           | %±                                        |
| ----------------------------------------- | ----------------------------------------- | ----------------------------------------- | ----------------------------------------- |
| 1950                                      | 9 453                                     |                                           | —                                         |
| 1960                                      | 13 573                                    |                                           | 43,6%                                     |
| 1970                                      | 17 296                                    |                                           | 27,4%                                     |
| 1980                                      | 12 013                                    |                                           | −30,5%                                    |
| 1991                                      | 12 282                                    |                                           | 2,2%                                      |
| 2000                                      | 11 605                                    |                                           | −5,5%                                     |
| 2010                                      | 11 805                                    |                                           | 1,7%                                      |
| 2022                                      | 11 345                                    |                                           | −3,9%                                     |
| ,                                         |                                           |                                           |                                           |